# Psilogramma ahrendti
Psilogramma ahrendti är en fjärilsart som beskrevs av Arnold Pagenstecher 1888. Psilogramma ahrendti ingår i släktet Psilogramma och familjen svärmare. Inga underarter finns listade.